# 金融稳定委员会
47°32′53″N 7°35′30″E / 47.548052°N 7.591761°E
金融稳定委员会（英語：Financial Stability Board，縮寫：FSB），成立于2009年4月，专门性的国际组织，负责对全球金融体系进行监管并提出建议。 作为2009年20国集团伦敦峰会所设立之金融稳定论坛的继承者，其成员自然包括20多个国家的央行、财政部与金融监管机构，以及各主要国际金融机构与各专业委员会。

## 历史沿革
1997年7月，亚洲爆发金融风暴，一直持续到1999年始现平息之势。在此背景下，於1999年4月，七大工業國組織於华府设立了金融稳定论坛（FSF），旨在加强全球金融监管方面的讯息交流与合作，进而维护全球金融体系的稳定。
到了2007年，金融海啸爆发，并於2008年9月后愈演愈烈，引发全球经济衰退。于是到了2009年4月2日，20国集团伦敦峰会举行，与会各国领导人一致认为，随着新兴市场国家对全球经济增长与金融稳定的影响日益显著，金融稳定论坛的成员应接纳各新兴经济体，如中国、巴西、印度等，同时决议设立金融稳定委员会（FSB）来作为全球性的金融监管机构。同年6月26日，金融稳定委员会在瑞士的巴塞尔举行成立大会，翌日27日正式开始运作。
2012年11月19日，在全球“影子银行”规模不断扩大的背景下，金融稳定委员会呼吁各国央行及监管机构加强对“影子银行”的监管，以防范其对金融稳定构成潜在风险。

## 目标与职能

### 目标
金融稳定委员会致力于维护金融稳定，保持金融业的开放性和透明度，落实国际金融标准（包括12个重点国际标准和规范），接受定期的同行评审，并为国际货币基金组织及世界银行等金融国际组织提供评估规划报告。

### 职能
金融稳定委员会的职能为：
1. 评估全球金融系统的漏洞，确定其解决方案，并监督其实行；
2. 统筹推进各金融稳定主管单位进行交流与合作；
3. 对市场动态进行监管并提出优化建议；
4. 协调国际标准制订机构的工作并提供优化建议；
5. 评估国际标准制定机构的政策制定工作，以确保其工作是及时、协调及有效的；
6. 参与监管机制的建立及设立准则；
7. 为跨国界系统重要性金融机构风险管理应急机制制订应急预案；
8. 与国际货币基金组织进行合作，进行预警演习。

## 参与成员
以下国家（地区）及国际组织属于金融稳定委员会之成员：

### 国家（地区）
参与金融稳定委员会的国家（地区）有：
|                                                          |                                                               |                                                                       |
| - 阿根廷 - 巴西 - 加拿大 - 中國 - 法國 - 德国 - 中國香港 | - 印度 - 印度尼西亞 - 義大利 - 日本 - 墨西哥 - 荷蘭 - 俄羅斯1 | - 沙烏地阿拉伯 - 新加坡 - 南非 - 西班牙 - 瑞士 - 土耳其 - 英国 - 美国 |

1俄罗斯官员暂不参与委员会会议

### 国际组织
参与金融稳定委员会的国际组织有：
|                                 |                                          |                                 |
| - 欧盟委员会 - 国际货币基金组织 | - 欧洲央行 - 欧洲银行监管 - 国际清算银行 | - 经济合作与发展组织 - 世界银行 |

### 标准制定实体
- 巴塞尔银行监理委员会
- 支付和市场基础结构委员会
- 全球金融体系委员会（英语：Committee on the Global Financial System）
- 國際保險監理官協會
- 國際會計準則理事會
- 国际证监会组织

## 组织结构
金融稳定委员会设立每年不定期不定点召开两次的全体会议（英語：Plenary）与常设的指导委员会（英語：Steering Committee），而在它们之下又分设三个常设委员会，分别为脆弱性评估委员会（SCAV）、监管和管理合作委员会（SCSRC）、标准执行委员会（SCSI），后加设资源预算委员会（SCBR）及6个区域咨询小组（RCGs）。

## 历任主席
| 名字               | 上任时间         | 卸任时间         | 备注                                               |
| 金融稳定论坛主席   | 金融稳定论坛主席 | 金融稳定论坛主席 | 金融稳定论坛主席                                   |
| ------------------ | ---------------- | ---------------- | -------------------------------------------------- |
| 安德鲁·克罗克特    | 1999年           | 2003年           | 前国际清算银行总经理                               |
| 小罗杰·W·弗格森    | 2003年           | 2006年           | 前联邦储备理事会副主席                             |
| 马里奥·德拉基      | 2006年           | 2009年           | 曾任欧洲中央银行行长，、意大利银行行长、意大利總理 |
| 金融稳定委员会主席 |                  |                  |                                                    |
| 马里奥·德拉基      | 2009年           | 2011年           | 曾任欧洲中央银行行长、意大利银行行长、意大利總理   |
| 马克·卡尼          | 2011年           | 2018年           | 加拿大總理，曾任英格兰银行行长、加拿大银行行长     |
| 兰德尔·夸尔斯      | 2018年           | 2021年           | 首任美联储副主席，前财政部本地金融副部长           |
| 克拉斯·科诺特      | 2021年           | 至今             | 荷兰中央银行行长                                   |